# Adokiye Amiesimaka
Adokiye Amiesimaka (23 novembre 1956) è un ex calciatore nigeriano.

## Carriera
Vinse la Coppa d'Africa con la Nazionale nigeriana nel 1980.

## Palmarès

### Nazionale
- Coppa d'Africa: 1

Nigeria 1980